# غزوة حمراء الأسد
غزوة حمراء الأسد هي غزوة وقعت يوم الأحد الموافق الثامن من شوال في السنة الثالثة للهجرة بين المسلمين وقبيلة قريش، وتُعد جزءا من غزوة أحد ومتممة لها، وسُميت بهذا الاسم نسبةً إلى منطقة حمراء الأسد التي عسكر المسلمون فيها.
بدأت المعركة في اليوم التالي لغزوة أُحد، بندب النبي ﷺ صحابته للخروج في مطاردة قريش ومنعها من العودة ومهاجمة المسلمين في المدينة المنورة، ولم يشارك فيها أحد إلا من شارك في غزوة أُحد باستثناء جابر بن عبد الله، وعلمت قريش بخروج النبي محمد ﷺ وأصحابه، وفضلوا الرجوع إلى مكة خوفاً من المسلمين الذين ظلوا بحمراء الأسد ثلاثة أيام إلى أن رجعوا بعد ذلك إلى المدينة.

## قبل الغزوة

### موقف المسلمين
رجع المسلمون من غزوة أحد وقد أصيب عدد منهم بجروح متفرقة، وكانت الجراح فاشية في الناس، حتى أن رسول الله ﷺ نفسه كان قد أصيب، فكسرت رباعيته اليمنى السفلى، وشج وجهه، وجرحت شفته السفلى، ودخلت حلقتا المغفر في وجنته، وكان عددا منهم يحرس مداخل المدينة ومخارجها، وبات عدد منهم في المسجد النبوي منهم سعد بن عبادة، والحباب بن المنذر وسعد بن معاذ، وأوس بن خولي وقتادة بن النعمان وعبيد بن أوس، وقد بات رسول الله ﷺ ليلته وهو يفكر في الموقف، وكان يتوقع أن ترجع قريش إلى المدينة فيهاجموا المسلمين فيها، فلما أصبح رسول الله ﷺ أمر بلال بن رباح أن ينادى في الناس يندبهم إلى الخروج في طلب عدوهم، وأن لا يخرج إلا من شهد القتال بالأمس في غزوة أحد.
امتثل سعد بن معاذ لنداء النبي ﷺ، ورجع إلى قومه يخبرهم بأمر رسول الله ويحثهم على الخروج، فأجابه أسيد بن حضير الذي كان به سبع جراحات: «سمعا وطاعة لله ولرسوله ﷺ»، ولم يعرج على دواء جراحه وأخذ سلاحه ولحق برسول الله ﷺ، وكذلك فعل عبد الله بن سهل ورافع بن سهل، اللذان قد رجعا من أحد وبهما جراح كثيرة، فلما جاءهم سعد بن معاذ يخبرهم بأمرهم رسول الله ﷺ قال أحدهما لأخيه: «والله إن تركنا غزوة مع رسول الله ﷺ لغبن، والله ما عندنا دابة نركبها وما ندري كيف نصنع»، قال عبد الله: «انطلق بنا»، قأجابه أخوه: «لا والله ما بي مشي»، فقال عبد الله: «انطلق بنا، نتجار ونقصد» فخرجا يزحفان، فضعف رافع فكان عبد الله يحمله على ظهره مرة ويمشي مرة حتى أتيا رسول الله ﷺ، فدعا لهما بالخير.
وبالمثل فعل سعد بن عبادة، حيث رجع إلى قومه بني ساعدة فأمرهم بالمسير، فتلبسوا ولحقوا برسول الله ﷺ، وكان الجرحى يسمعون منادي رسول الله ﷺ يأمرهم بالخروج فيثب الواحد منهم إلى سلاحهم، وكان قد خرج من بني سلمة أربعون جريحا، والطفيل بن النعمان به ثلاثة عشر جرحا، وخراش بن الصمة به عشر جراحات وكعب بن مالك به بضعة عشر جرحا، وقطبة بن عامر بن حديدة تسع جراحات حتى وافوا النبي ﷺ وهو يدعو لهم بالرحمة والخير.

#### اقتصار الخروج على من شهد غزوة أحد
اقتصرت دعوة الخروج على من شهد غزوة أحد، ولم يأذن النبي ﷺ لمن تخلف عن أُحد أن يأتي معه، لكن جابر بن عبد الله جاء لرسول الله ﷺ يستأذنه في الخروج معه للقتال، لأن جابر لم يشهد أُحد، وقدم جابر عذره لرسول الله ﷺ عن تخلفه عن أُحد بأن أباه عبد الله قد خلفه على أخواته لخوفه عليهن، وكان أبوه قد استشهد يوم أحد، فأذن له رسول الله ﷺ بالخروج معه.

### موقف قريش
بعد غزوة أحد وفي طريق العودة لمكة نزل كفار قريش بالروحاء، وأخذوا يتلاومون فيما بينهم، قيقول بعضهم لبعض: «لم تصنعوا شيئا، أصبتم شوكتهم وحدهم، ثم تركتموهم، وقد بقي منهم رؤوس يجمعون لكم، فارجعوا حتى نستأصل شأفتهم»، والمتكلم بهذا عكرمة بن أبي جهل، وكانوا يقولون: «لا محمدا أصبتم ولا الكواعب أردفتم فبئس ما صنعتم»، وكانوا مجمعون على الرجوع، وكان صفوان بن أمية ينهاهم عن الرجوع ويقول: «يا قوم لا تفعلوا، فإني أخاف أن يجمع عليكم من تخلف من الخروج، فارجعوا والدولة لكم، فإني لا آمن إن رجعتم أن تكون الدولة عليكم»، إلا أن هذا الرأي رفضه أغلبهم، وعقدوا العزم علي المسير نحو المدينة.

## خروج النبي لحمراء الأسد
بعث النبي ﷺ ثلاثة نفر طليعة في أثر قريش، وهم سليط بن سفيان ونعمان بن سفيان ورجل ثالث، وتجهز الرسول ﷺ والمسلمون للخروج، ودعا بلوائه وهو معقود لم يُحل من الأمس فدفعه إلى علي وقيل دفعه إلى أبي بكر، ودخل المسجد فصلى ثم دعا بفرسه على باب المسجد، وعليه الدرع والمغفر وما يرى منه إلا عيناه، وتلقاه طلحة الذي رُوي عنه قوله: «إن بي لتسع جراحات ولأنا أهم بجراح رسول الله مني بجراحي» فسأله النبي: «ترى القوم الآن؟»، فأجابه طلحة أنهم بالسيالة، فقال رسول الله: «ذلك الذي ظننت، أما إنهم يا طلحة لن ينالوا منا مثل أمس حتى يفتح الله مكة علينا».
ومضى النبي في أصحابه حتى بلغوا حمراء الأسد، فوجدوا أن قريش قد ظفروا بالأخوين من رجال الطليعة وقتلوهما، فدفنهما المسلمون في قبر واحد، وعسكروا هناك، وكان رسول الله ﷺ يأمرهم في النهار بجمع الحطب، فإذا جاء الليل أوقدوا النيران، فيوقد كل رجل منهم نارا حتى زادت النيران على خمسمائة نار، تُرى من المكان البعيد، فانتشر الخبر حول معسكر المسلمين ونيرانهم.

### الحرب النفسية

موقع غزوة حمراء الأسد

أقبل معبد بن أبي معبد الخزاعي إلى رسول الله ﷺ ناصحا له ومواسيا، فقال: «يا محمد، لقد عز علينا ما أصابك في أصحابك، ولوددنا أن الله أعلى كعبك، وأن المصيبة كانت بغيرك»، فأمره رسول الله ﷺ أن يلحق بأبي سفيان فيخذله عن العودة للمدينة.
مضى معبد بن أبي معبد إلى معسكر قريش، فلما رآه أبو سفيان قال: «هذا معبد وعنده الخبر، ما وراءك يا معبد؟»، فأجابه معبد قائلا: «تركت محمدا وأصحابه خلفي يتحرقون عليكم بمثل النيران، وقد أجمع معه من تخلف عنه بالأمس من الأوس والخزرج، وتعاهدوا ألا يرجعوا حتى يلحقوكم فيثأروا منكم، وغضبوا لقومهم غضبا شديدا ولمن أصبتم من أشرافهم»، فقال له أبو سفيان: «ويلك ما تقول؟» فقال: «والله ما أرى أن ترتحل حتى ترى نواصي الخيل أو حتى يطلع أول الجيش من وراء هذه الأكمة»، فقال أبو سفيان: «والله لقد أجمعنا الكرة عليهم لنستأصلهم»، فقال له معبد: «فلا تفعل، فإني ناصح»، ثم قال معبد لكفار قريش: «لقد حملني ما رأيت منهم أن قلت أبياتا:»
فوقع الخوف في قريش وعدلوا عن الذهاب إلى المدينة، وعادوا راجعين إلى مكة، وفي طريق العودة مر بأبي سفيان نفر من عبد القيس يريدون المدينة، فقال لهم: «هل مبلغو محمدا وأصحابه ما أرسلكم به، على أن أوقر لكم أباعركم زبيبا غدا بعكاظ إن أنتم جئتموني؟»، قالوا له: «نعم»، قال: «حيثما لقيتم محمدا وأصحابه فأخبروهم أنا قد أجمعنا الرجعة إليهم وأنا آثاركم»، فلما قدم الركب على النبي ﷺ وأصحابه بالحمراء أخبروهم قول أبي سفيان، فقالوا: «حسبنا الله ونعم الوكيل» وفي ذلك نزل قول الله: ﴿الَّذِينَ قَالَ لَهُمُ النَّاسُ إِنَّ النَّاسَ قَدْ جَمَعُوا لَكُمْ فَاخْشَوْهُمْ فَزَادَهُمْ إِيمَانًا وَقَالُوا حَسْبُنَا اللَّهُ وَنِعْمَ الْوَكِيلُ ۝١٧٣﴾ [آل عمران:173]، ثم جاء رسول من معبد يُخبر النبي ﷺ أن قريشا قد عادت لمكة، فانصرف رسول الله ﷺ وأصحابه إلى المدينة وقد أقاموا بحمراء الأسد أربعة أيام.

## بعد الغزوة
أخذ رسول الله ﷺ أبا عزة الجمحي قبل الرجوع إلى المدينة، وكان من أسرى غزوة بدر الذين من عليهم رسول الله ﷺ لفقره وكثرة بناته، على ألا يُظاهر أحد على المسلمين، لكنه نكث وغدر، حيث حرَّض الناس بشِعره على النبي ﷺ والمسلمين، وخرج لمقاتلتهم في أُحد، فلما أخذه الرسول ﷺ قال: «يا محمد أقلني، وامنن علي، ودعني لبناتي، وأعطيك عهدا ألا أعود لمثل ما فعلت»، فقال له النبي ﷺ: «لا تمسح عارضيك بمكة بعدها وتقول خدعت محمدا مرتين، لا يلدغ المؤمن من جحر مرتين»، ثم أمر عاصم بن ثابت فضرب عنقه.
كما حكم النبي ﷺ بالإعدام في أحد جواسيس مكة وهو معاوية بن المغيرة الذي مثل بجثة حمزة بن عبد المطلب مع هند بنت عتبة، وكان ابن عمه عثمان بن عفان  قد استأمن له رسول الله ﷺ فأمنه، على أنه إن وجد بعد ثلاث قُتل، فلما خلت المدينة من الجيش الإسلامي أقام فيها أكثر من ثلاث يتجسس لحساب قريش، فلما رجع الجيش خرج معاوية هاربا، فأمر رسول الله ﷺ زيد بن حارثة وعمار بن ياسر، فتعقباه حتى قتلاه.